# Saison 2022 de la Ligue canadienne de football
Navigation
2021 2023
2022 est la 64e saison de la Ligue canadienne de football et la 136e saison de football canadien depuis la fondation de la Canadian Rugby Football Union en 1884. Il s'agit de la première saison où les équipes jouent un calendrier complet de 18 rencontres depuis 2019, la saison 2020 ayant été annulée à cause de la pandémie de Covid-19 et la saison 2021 ayant été écourtée pour la même raison.

## Événements
Le 16 décembre 2021, la LCF dévoile son calendrier pour la saison 2022. La saison régulière de 18 matchs débute le 9 juin pour se terminer le 29 octobre, et les séries éliminatoires débutent le 6 novembre et se concluent par le match de la coupe Grey le 20 novembre à Regina. 

## Classements
| Clt   | Équipe                 | PJ | V  | D  | N | BP  | BC  | Pts |
| ----- | ---------------------- | -- | -- | -- | - | --- | --- | --- |
| +001, | Argonauts de Toronto   | 18 | 11 | 7  | 0 | 443 | 425 | 22  |
| +002, | Alouettes de Montréal  | 18 | 9  | 9  | 0 | 476 | 466 | 18  |
| +003, | Tiger-Cats de Hamilton | 18 | 8  | 10 | 0 | 421 | 473 | 16  |
| +004, | Rouge et Noir d'Ottawa | 18 | 4  | 14 | 0 | 380 | 475 | 8   |

| Clt   | Équipe                           | PJ | V  | D  | N | BP  | BC  | Pts |
| ----- | -------------------------------- | -- | -- | -- | - | --- | --- | --- |
| +001, | Blue Bombers de Winnipeg         | 18 | 15 | 3  | 0 | 538 | 370 | 30  |
| +002, | Lions de la Colombie-Britannique | 18 | 12 | 6  | 0 | 525 | 405 | 24  |
| +003, | Stampeders de Calgary            | 18 | 12 | 6  | 0 | 562 | 397 | 24  |
| +004, | Roughriders de la Saskatchewan   | 18 | 6  | 12 | 0 | 387 | 476 | 12  |
| +005, | Elks d'Edmonton                  | 18 | 4  | 14 | 0 | 354 | 599 | 8   |

## Séries éliminatoires

### Demi-finale de la division Ouest
- 6 novembre : Stampeders de Calgary 16 - Lions de la Colombie-Britannique 30

### Finale de la division Ouest
- 13 novembre : Lions de la Colombie-Britannique 20 - Blue Bombers de Winnipeg 28

### Demi-finale de la division Est
- 6 novembre : Tiger-Cats de Hamilton 17 - Alouettes de Montréal 28

### Finale de la division Est
- 13 novembre : Alouettes de Montréal 27 - Argonauts de Toronto 34

### 109ecoupe Grey
- 20 novembre : Les Argonauts de Toronto gagnent 24-23 contre les Blue Bombers de Winnipeg au stade Mosaic à Regina (Saskatchewan).

## Honneurs individuels
- Joueur par excellence : Zach Collaros (QA), Blue Bombers de Winnipeg
- Joueur défensif par excellence : Lorenzo Mauldin (en) (AD), Rouge et Noir d'Ottawa
- Joueur canadien par excellence : Nathan Rourke (QA), Lions de la Colombie-Britannique
- Joueur de ligne offensive par excellence : Stanley Bryant (en) (BL), Blue Bombers de Winnipeg
- Recrue par excellence : Dalton Schoen (en) (RÉ), Blue Bombers de Winnipeg
- Joueur des unités spéciales par excellence : Mario Alford (en) (SRB), Roughriders de la Saskatchewan